# 후카야 토모히로 (사이클 선수)
후카야 토모히로(일본어: 深谷 知広, 1990년 1월 3일~)는 일본의 사이클 선수이다. 2018년 아시안 게임 남자 사이클에서 동메달을 획득했다.